# Кам'яниця Миколаєвичівська
Кам'яниця Миколаєвичівська (конскрипційний № 142) — житловий будинок XVI—XVII століття, пам'ятка архітектури національного значення (охоронний № 322). Розташований в історичному центрі Львова, на вулиці Вірменській під № 20. Найцінніша пам'ятка житлової архітектури вулиці.

## Історія
Будинок зведений у середині XVI століття, найімовірніше, у 1550-х роках за проектом італійського архітектора Петра з Лугано (Петра Італійця), який приїхав до Львова у 1543 році. У 1630—1631 роках будинок мав назву кам'яниця Павліцької Миколайової, у 1641—1701 роках — кам'яниця Павлівки М.. З 1703 року належав міщанину Гадзевичу, станом на 1712 рік був двоповерховим, у 1734 році перебудовувався із використанням фахверкових конструкцій. У 1767 році будинок згадується під назвою кам'яниця Миколайовичовська.
У 1866 році стіна кам'яниці, що межує із будинком № 22, була в аварійному стані, наступного року її відреставрував будівничий Юзеф Енґель. У 1898 році архітектор Іван Левинський провів чергову реконструкцію будинку, зберігши його первісну структуру та елементи старої архітектури. На той момент будинок вже мав три поверхи.
Станом на 1871 рік власником кам'яниці значилася Клементина Віттінг, у 1889 році — Альбіна Франковська та Гелена Тарнавецька, у 1916 році — Сара Бодек, у 1934 році — Хана Ерішгоф.
28 листопада 2008 року в кам'яниці відкрили один з перших закладів мережі ресторанів !FEST — ресторацію-музей «Гасова лямпа», присвячену винаходу у Львові гасової лампи. При кам'яниці встановили скульптури винахідників — Яна Зега, який сидить за столиком, та Ігнатія Лукасевича, який виглядає з вікна (автор — скульптор В. Цісарик). У 2010—2011 роках проведено реставрацію фасаду.

## Опис
Кам'яниця триповерхова, цегляна, тинькована. Фасад асиметричний, на п'ять вікон, які розташовані на різних рівнях, що може бути наслідком об'єднання двох сусідніх кам'яниць. Вікна прямокутні, прикрашені лиштвами та прямим сандриками.
Окрасою і головною архітектурною деталлю будинку є його вхідний портал — найдавніший ренесансний портал у Львові. Лаконічний за формою, виразний, без зайвого декору кам'яний портал складається з широкої приземкуватої арки з двома колонами по боках, та розвиненого антаблемента. Колони порталу вирізняється оригінальністю, адже поєднують у собі риси доричного і тосканського ордерів, знизу декоровані невисоким опоясанням у формі аканта, характерним для коринфського ордеру, а завершуються спрощеними волютами іонічного ордеру. Лицеві сторони п'єдесталів колон прикрашені частково втраченими ромбоподібними вставками. Антаблемент має риси бароко і, вочевидь, був доданий пізніше. У порталі розміщена дерев'яна брама, ймовірно, кінця XIX століття, прикрашена об'ємними діамантовими рустами у нижніх фільонках і кованими решітками у вигляді вертикальних прутів, що завершуються пишно розкритими квітками.

## Галерея

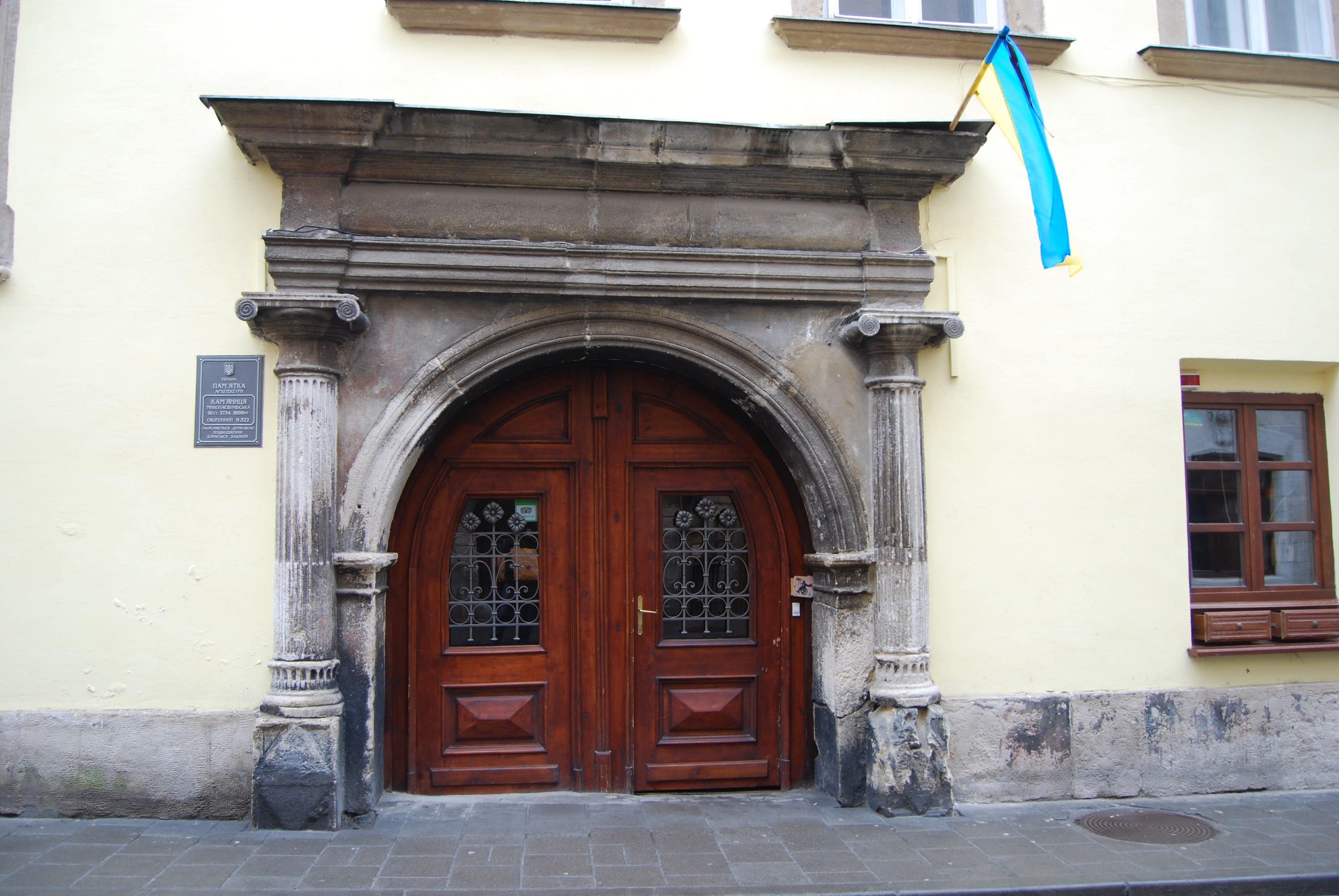
Вхідний портал
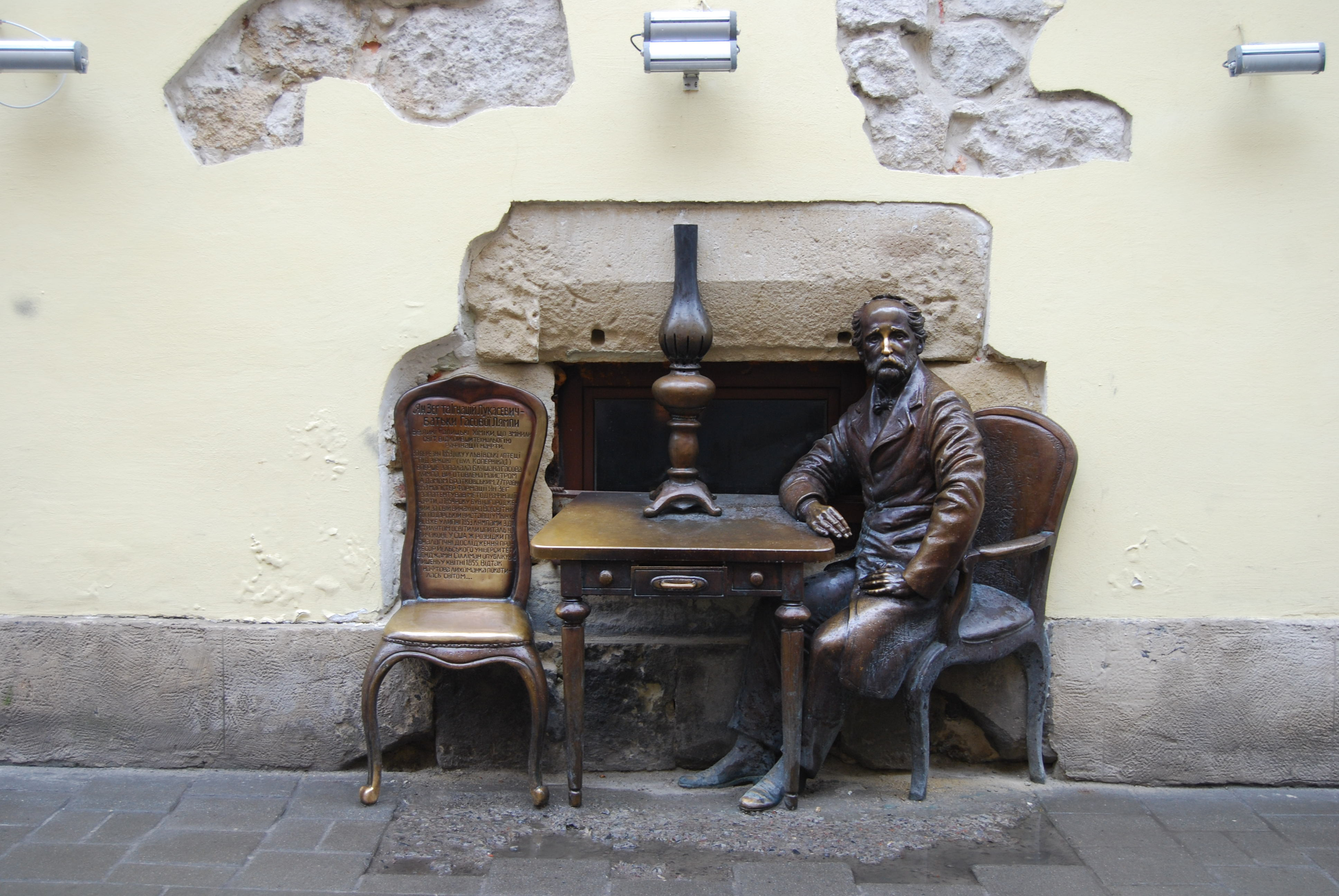
Фігура Яна Зега
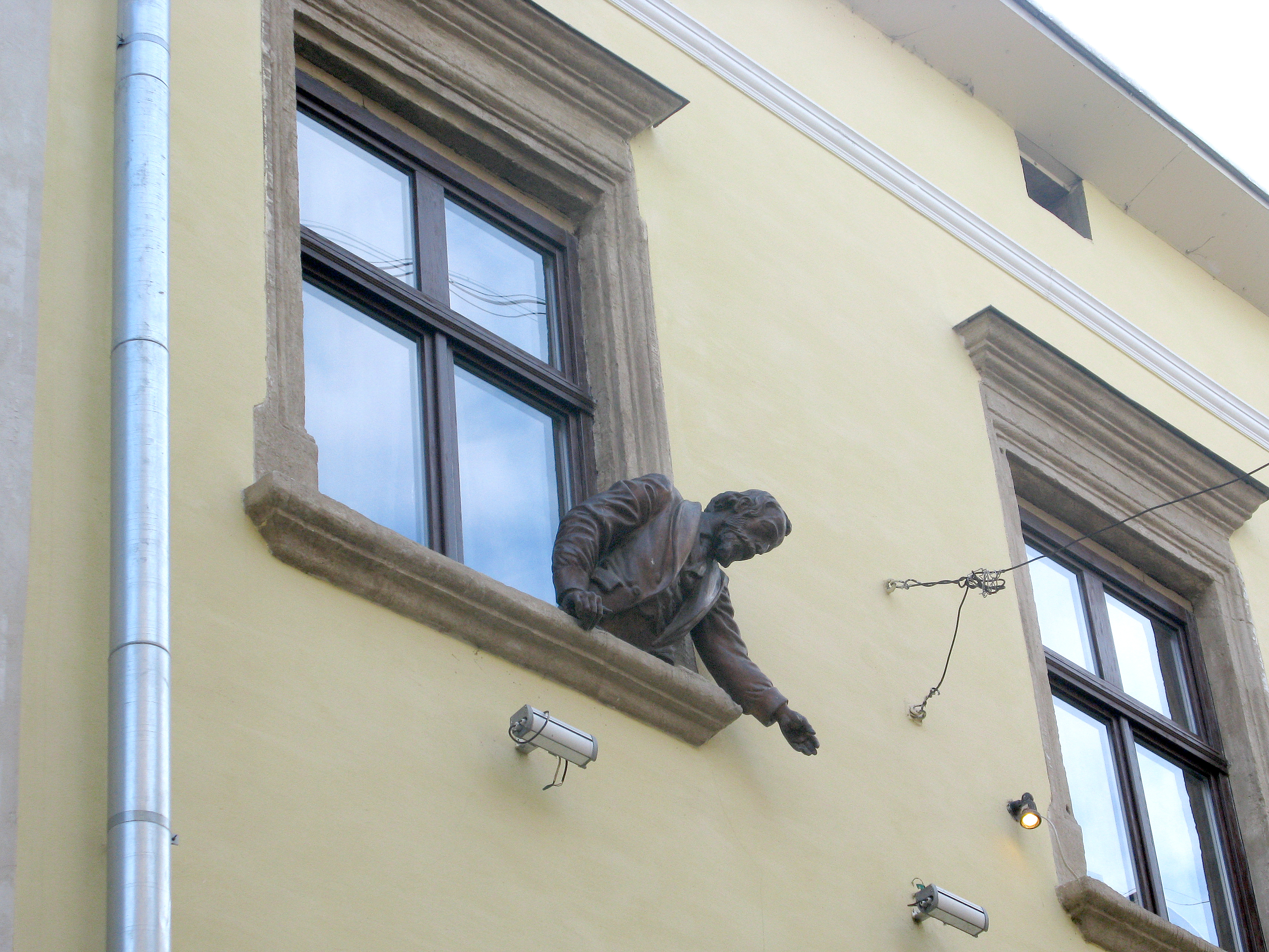
Фігура Ігнатія Лукасевича
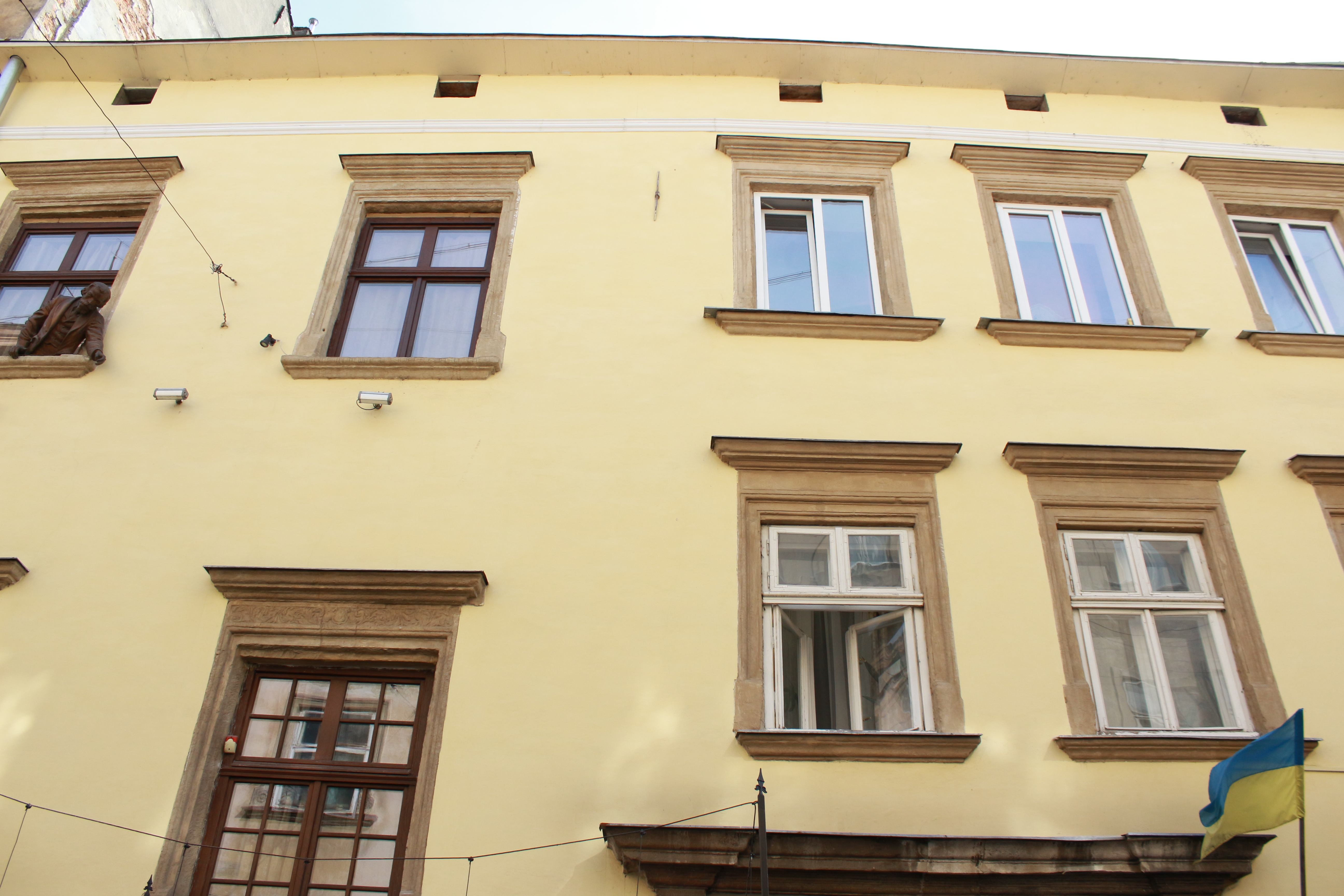
Вікна кам'яниці
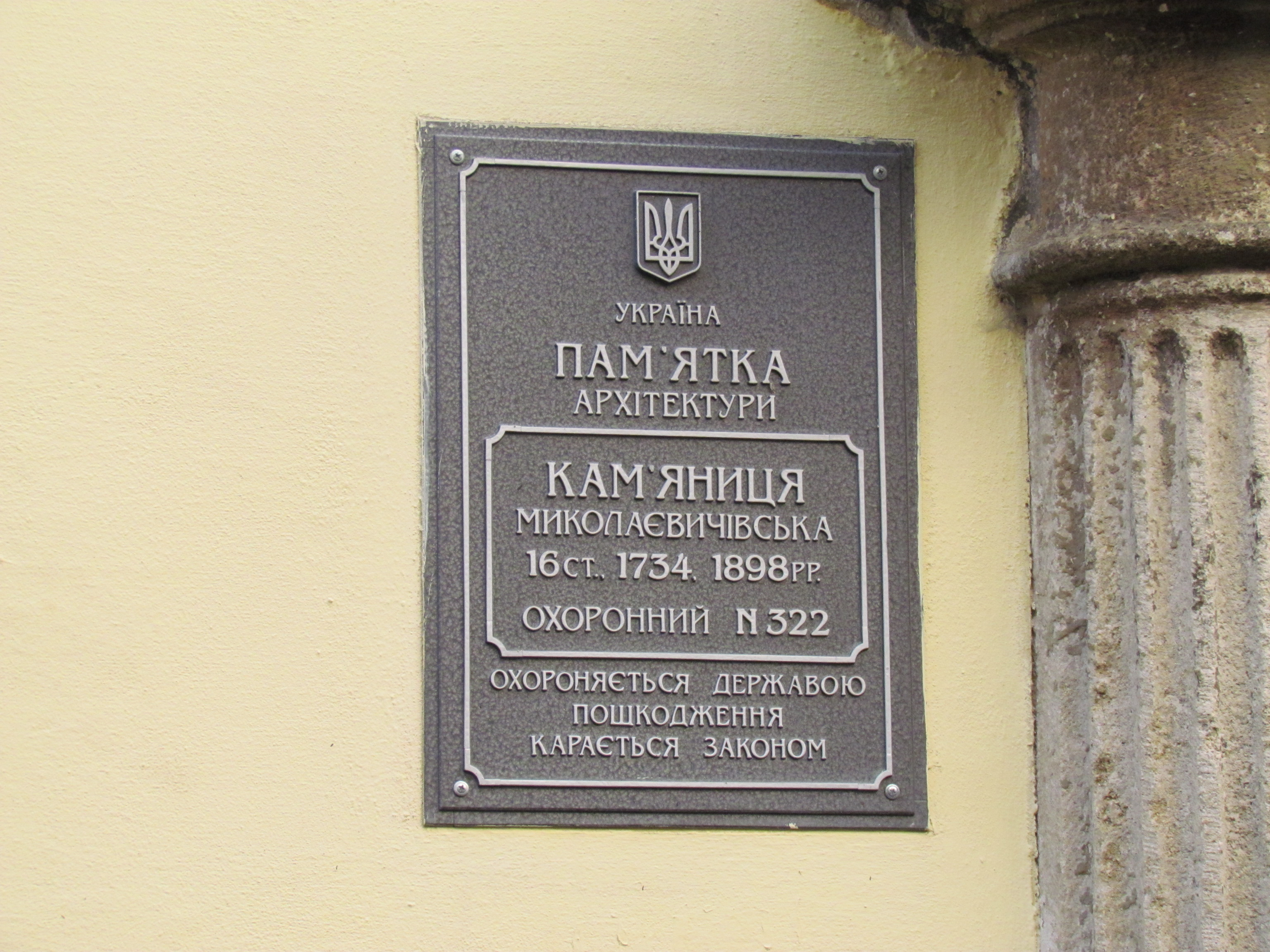
Охоронна табличка